# Apalis melanocephala
Apalis melanocephala е вид птица от семейство Cisticolidae.

## Разпространение
Видът е разпространен в Кения, Малави, Мозамбик, Сомалия, Танзания и Зимбабве.